# 温德伯 (宾夕法尼亚州)
温德伯是美国宾夕法尼亚州萨默塞特县的一个自治市，位于约翰斯敦以南约3英里（4.8公里）处。2020年人口普查时人口为 3,930 人。温德伯曾经是一个矿业和制造业小镇，是宾夕法尼亚州约翰斯敦大都会统计区的一部分。

## 历史
温德伯在萨默塞特县和坎布里亚县交界处，该地区原本是一大片农地，1889年约翰斯顿洪灾后，市区里的企业和居民担心未来还会有洪灾，因此开始寻找地势高且地理条件优秀的地方定居。
由于铁路的修建，地势高且地形平坦的温德伯被企业看中，但因为远离市场，这座城镇一开始规模很小，初期前来定居的人大多数是煤矿工人。
温德伯于1897年作为没有建制的定居点建立，是约翰斯敦附近煤矿的一个公司城镇。该城镇由煤炭大亨查尔斯和爱德华·朱利叶斯·贝温德（贝温德公司的所有者）监管；“温德伯（Windber）”这个名字只是将家族姓氏“贝温德（Berwind）”中两个音节的顺序互换了一下。贝温德-怀特煤矿公司从东欧和南欧引进工人，并利用该地区的民族分歧（19世纪德国人和爱尔兰人定居于此）进行管理。
1890-1930年间，约翰斯顿经历了高速发展，作为郊区卫星城的温德伯的人口也经历了一段时间的猛增。这段时间是该市的黄金时代，1900年自治市建制建立，距离定居点开发仅仅3年，城市里公共设施也相继建立，很多商店和企业也纷纷落户，1920年，该市人口达到当地人口统计历史最高峰，当时有9462人居住在这里。当时建成的城区（温德伯历史街区）现在已经入选美国国家史迹名录。
1930年代大萧条重创了美国的煤炭和钢铁产业，很多矿场和钢铁企业倒闭或缩减规模。新政的实施让这里的经济短暂回暖，但二战后全球化的发展进一步影响了美国的传统产业，钢铁、煤炭行业式微，该市人口持续减少。至今仅剩下不足4千人，较高峰时减少了一半以上。
自1970年代开始，约翰斯顿人口因逆城市化进程和白人群飞问题而大量外迁到郊区，目前温德伯和约翰斯顿都会区在建成区上相连，隔219国道和约翰斯顿郊区里奇兰镇区相望。约翰斯顿的主要商业区在219国道靠近温德伯一侧，因此该城镇相对主城而言生活更加便利。

## 地理
温德伯位于北纬40°14′7″，西经78°49′51″（40.235161, -78.830864）。该城镇位于萨默塞特县最北部，周边地区有很多矿产，以煤矿最为知名。
根据美国普查局的数据，该行政区总面积为2.1平方英里（5.4平方公里），全部为陆地。

## 人口统计
| 调查年     | 人口  | 备注  | %±     |
| ---------- | ----- | ----- | ------ |
| 1910       | 8,013 |       | —      |
| 1920       | 9,462 |       | 18.1%  |
| 1930       | 9,205 |       | −2.7%  |
| 1940       | 9,057 |       | −1.6%  |
| 1950       | 8,010 |       | −11.6% |
| 1960       | 6,994 |       | −12.7% |
| 1970       | 6,332 |       | −9.5%  |
| 1980       | 5,585 |       | −11.8% |
| 1990       | 4,756 |       | −14.8% |
| 2000       | 4,395 |       | −7.6%  |
| 2010       | 4,138 |       | −5.8%  |
| 2020       | 3,930 |       | −5.0%  |
| 2021年估计 | 3,893 | [ 2 ] | −0.9%  |
| Sources:   |       |       |        |

根据2000年人口普查，该行政区共有人口4,395人、家庭2,019户和家族1,185个。
人口密度为每平方英里2,118.8人（每平方公里818.1人）。住房单元数量为2,177个，平均密度为每平方英里1,049.5个（每平方公里 405.2个）。
该行政区的种族构成为：99.29%白人、0.07%美洲原住民、0.09%亚裔、0.02%太平洋岛民、0.16%其他种族，以及0.36%混血。西班牙裔或拉丁裔占总人口的 0.57%。
共有2,019户家庭，其中25.1% 有18岁以下儿童与其同住；43.3%为同居夫妇，10.8%有一个没有丈夫的女性户主，41.3%为非家庭。所有家庭中有 38.7% 由个人组成，22.6%有65岁或以上的独居者。
平均家庭规模为2.16人，平均家族规模为2.89人。